# 湯殿山有料道路
湯殿山有料道路（ゆどのさんゆうりょうどうろ）、湯殿山自動車道（ゆどのさんじどうしゃどう）は、山形県鶴岡市にある一般自動車道事業による有料道路。庄内交通が運営している。主に湯殿山中腹にある湯殿山神社への観光客通行のために利用されている。

## 概要
- 路線名：湯殿山自動車道
- 総延長：2.6Km
- 起点：山形県鶴岡市田麦俣字六十里山10
- 終点：山形県鶴岡市田麦俣字六十里山7（湯殿山神社）
- 冬季閉鎖期間：11月上旬～4月下旬
- 道路規格：
- 料金所の箇所：1箇所

所在地:山形県鶴岡市田麦俣字六十里山10
- 道路管理者：庄内交通

## 接続道路
- 国道112号

## 通行料金
往復料金
- 大特車：1400円
- 大型車：1000円
- 普通車：400円
- 二輪車：200円

## 沿革
- 1962年（昭和37年）10月1日 - 庄内交通専用の自動車道路として営業開始[1]
- 1963年（昭和38年）7月15日 - 有料道路に変更し、一般に開放[1]